# 廖添丁
廖添丁（白話字：Liāu Thiam-teng；1883年5月21日—1909年11月19日）是出身大肚上堡秀水庄（今臺中市清水區秀水里）的臺灣日治時期知名罪犯及臺灣民間傳奇人物。
在1909年（明治四十二年）8月，廖添丁先因偷竊屬於警察的隨身配戴武器等，引起當局高度關注，後來又在三個月內連續犯下數起重大社會案件，如搶劫板橋林家、於基隆槍殺（據傳為日本有關當局從事於偵查事務等之）陳良久、搶劫八里坌堡五股坑庄保正李紅家等。犯下多起重大案件後，廖添丁遭臺北地方法院依殺人罪名判處死刑；同時，廖添丁藏身於八里坌堡小八里坌庄荖阡坑（今新北市八里區荖阡里）一山洞內。但是，廖添丁的藏身處隨即被楊林舉報，廖於意圖逃逸時被楊林殺害。
廖添丁死後2年，其事蹟隨即被改編為各種戲劇、唸歌及講古作品等。同時，有關廖添丁的民間傳說與耆老口述也旺盛流傳，廖添丁因而被臺灣大眾視為一位義賊與對抗日本殖民統治等的英雄人物；同時，在臺灣民間信仰傳統習慣下，廖添丁也在臺灣多個地區被奉為神靈等，加以膜拜。

## 生平概略

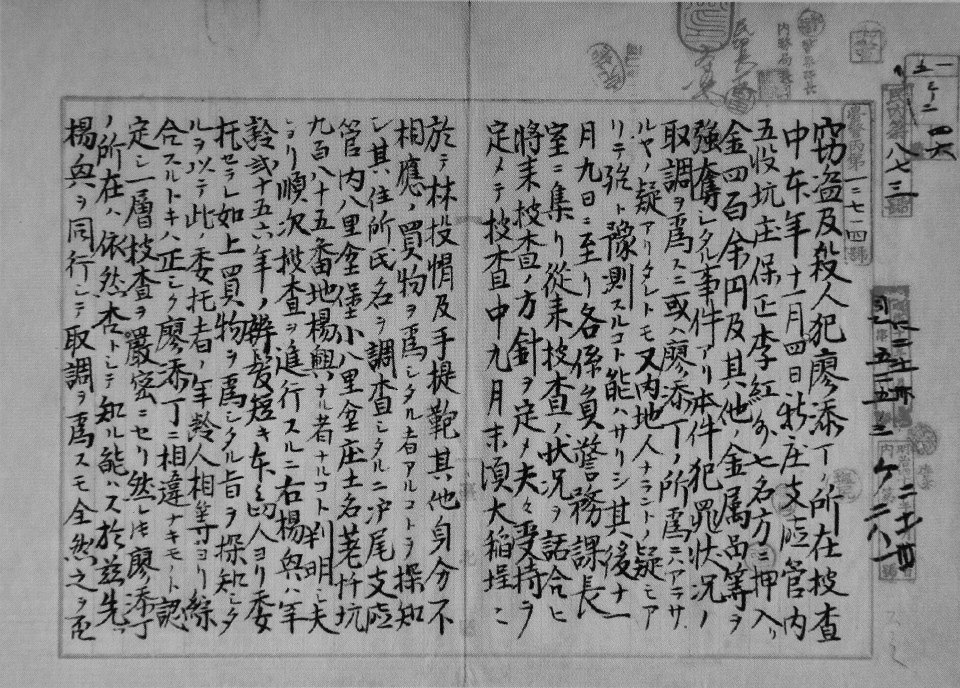
台灣總督府警務局廖添丁緝捕令

1883年，廖添丁出生於臺灣道臺灣府大肚上堡秀水庄（今臺中市清水區秀水里）；在日本時代官方戶籍文件記載中，他的生日是「明治拾六年四月拾五日」，出生地是「臺中廳大肚上堡秀水庄土名秀水百九拾壱番地」。研究者翁慧雯曾於1999年於《歷史月刊》發表文章，表示前述「四月拾五日」可能是他生日的農曆日期。

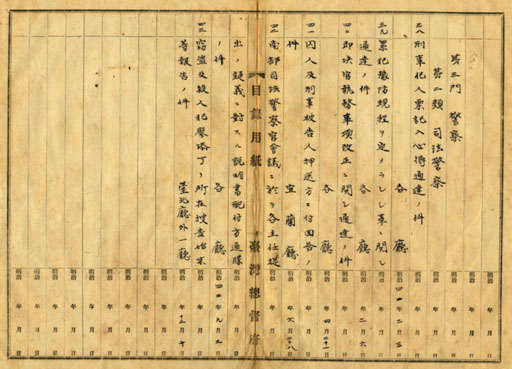
台灣總督府對廖添丁的搜查始末等報告

約八歲時，其父親廖江水過世（於前述日本時代官方戶籍文件中記載作「明治二十四年七月二十日前戶主死亡」）；其後，其母親王氏足改嫁，廖改由姑母撫養。後來，與堂妹廖氏嫗、祖母陳氏品同住，並以務農維持生計。
後來，廖前往北臺灣謀生，並以打零工維生；據傳，其曾擔任過鐵道工人、王爺廟建築工人、炭礦工人等。
1902年（明治三十五年），廖因竊盜等被交付臺中地方法院，並遭禁锢長達約10月又15日。1906年至1909年（明治三十九年至四十二年），廖多次行竊並因而遭逮捕，但隨即被釋放出獄。
1904年8月21日，與枋橋人張富共謀，奪取茶商江眄旺三千餘元，警方圍捕時，廖添丁持菜刀拒捕，過程中誤傷張富，之後廖添丁獨自脫逃，並攜大稻埕歌妓阿乖到台中藏匿，之後又藏匿在北投一帶。1905年3月24日，在大龍峒王阿和家中被逮。
1909年（明治四十二年）8月，廖添丁犯下偷竊警槍彈藥及佩劍案，開始引起警方高度關注。其後，又搶劫板橋林家，於基隆槍殺（據傳為日本有關當局從事於偵查事務等之）陳良久，搶劫八里坌堡五股坑庄保正李紅家等。同年11月10日，臺北地方法院作成「明治42年刑公字1064號」判決，在其中依殺人罪名將廖判處死刑。同時，曾與廖同居的謝姓茶女將他藏匿於八里坌堡小八里坌庄荖阡坑（今新北市八里區荖阡里）一山區洞穴內；謝姓茶女同時委託她的小叔楊林送飯給廖，但楊林隨即向警方通報廖的藏匿地。11月19日，廖在警方圍捕過程中反抗，遭楊林殺害。
| 西元年份 | 紀年     | 大事與事蹟 |
| -------- | -------- | --- |
| 1883     | 光緒9年  | 農曆四月十五，廖添丁出生。據日治時期紀錄，其登記住址為臺中廳大肚上堡秀水庄191番地，即今臺中市清水區秀水海濱路旁一帶。 |
| 1891     | 光緒17年 | 父親過世，母親隨後改嫁；改由姑母撫養。 |
| 1902     | 明治35年 | 竊盜等，被執法當局交付台中地方法院，後遭禁錮長達10月又15日。 |
| 1904     | 明治37年 | 夥同枋橋地區（今臺北板橋）人士張富搶劫茶葉貿易商，後於警方圍捕時持菜刀拒捕卻誤傷張富；獨自脫逃後，廖攜帶大稻埕歌妓「阿乖」，前往台中廳藏匿。 |
| 1905     | 明治38年 | 因搶劫富商而遭逮捕入獄。 |
| …        | …        | 該段期間留下多次竊盜、入獄之官方記錄。 |
| 1909     | 明治42年 | 3月8日：最後一次被釋放出獄。 7月21日：搶劫士林街茶葉貿易商王文長的金庫。 8月19日：偷竊臺北廳大稻埕屠獸場警察廳宿舍及日新街派出所警槍彈藥與佩刀等。 8月20日：參與於搶劫林本源家族資產（僅預謀但未執行）。 9月5日：於基隆廳槍殺「密探」陳良久。 11月4日：搶劫八里坌堡五股坑庄保正李紅。 11月19日：被楊林（以鋤頭攻擊），死於八里坌堡小八里坌庄老阡坑一猴洞內。 |

註：以上內容出自翁慧雯（1999）、黃昭堂（1994）、張瑞楨（2003）及王麒銘（2010）等文獻。

## 關於死亡日期與過程的記載

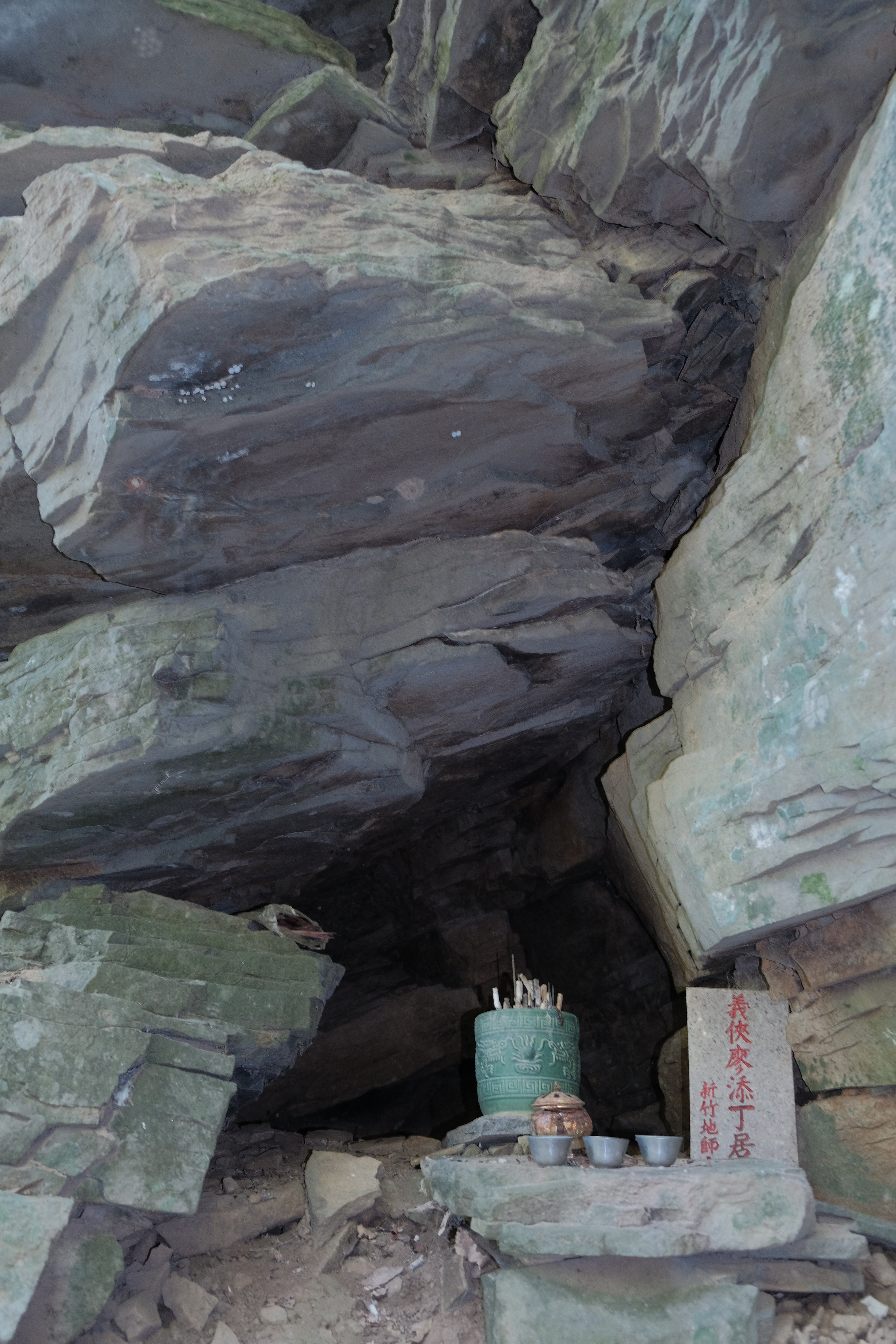
廖添丁陣亡之洞穴

在日治時代官方戶籍文件（戶口除戶簿，今稱戶口名簿）中，廖添丁的死亡日期被記載為明治42年（1909年）11月18日。
在臺灣總督府的官方檔案中，時任案發地最高行政首長臺北廳長井村大吉寫給總督府內務局局長（當時臺灣最高警政單位首長）川村竹治的報告（發布於同年11月30日）中，則顯示為11月19日。該報告顯示，11月中旬時，警方已掌握其行蹤，並於該月18日一面命令保正、壯丁團長及楊林等協助搜捕，一面製造有關當局放棄相關行動之假象，但同時加以派員包圍其所在地區。該報告又表示，18日當晚，廖離開山洞與楊林會面時，楊林依照當局計劃行動，並因而使廖開始鬆懈。該報告接續顯示，由於廖欲趁黑夜潛返台中，故19日上午便於藏身處睡眠，楊林於是趕緊將該情況告知有關保正及壯丁團長等，有關保正又隨即通報海墘厝派出所，警方隨即在楊林帶路下前往圍捕；當時約為上午10時。該報告接續顯示，廖發現情況危急，並急欲開槍射擊，但子彈因卡在槍枝內而無法射出，楊林於是拿起鋤頭向廖的頭部重擊，導致廖當場死亡。事後，楊林雖獲當局發給獎金2千元，但因殺人罪被關在監獄多年。
當時臺灣最主要的報紙之一《臺灣日日新報》，也對此作出多則相關報導。在該報報社於11月21日發行之日文版報紙中，有報導以「稀代の兇賊廖添丁の最期」（或可譯作「絕代兇賊廖添丁之末日」）為標題，報導他於19日身亡之相關資訊；同日漢文版則以「積惡身亡」為標題，報導與日文版類似之內容。

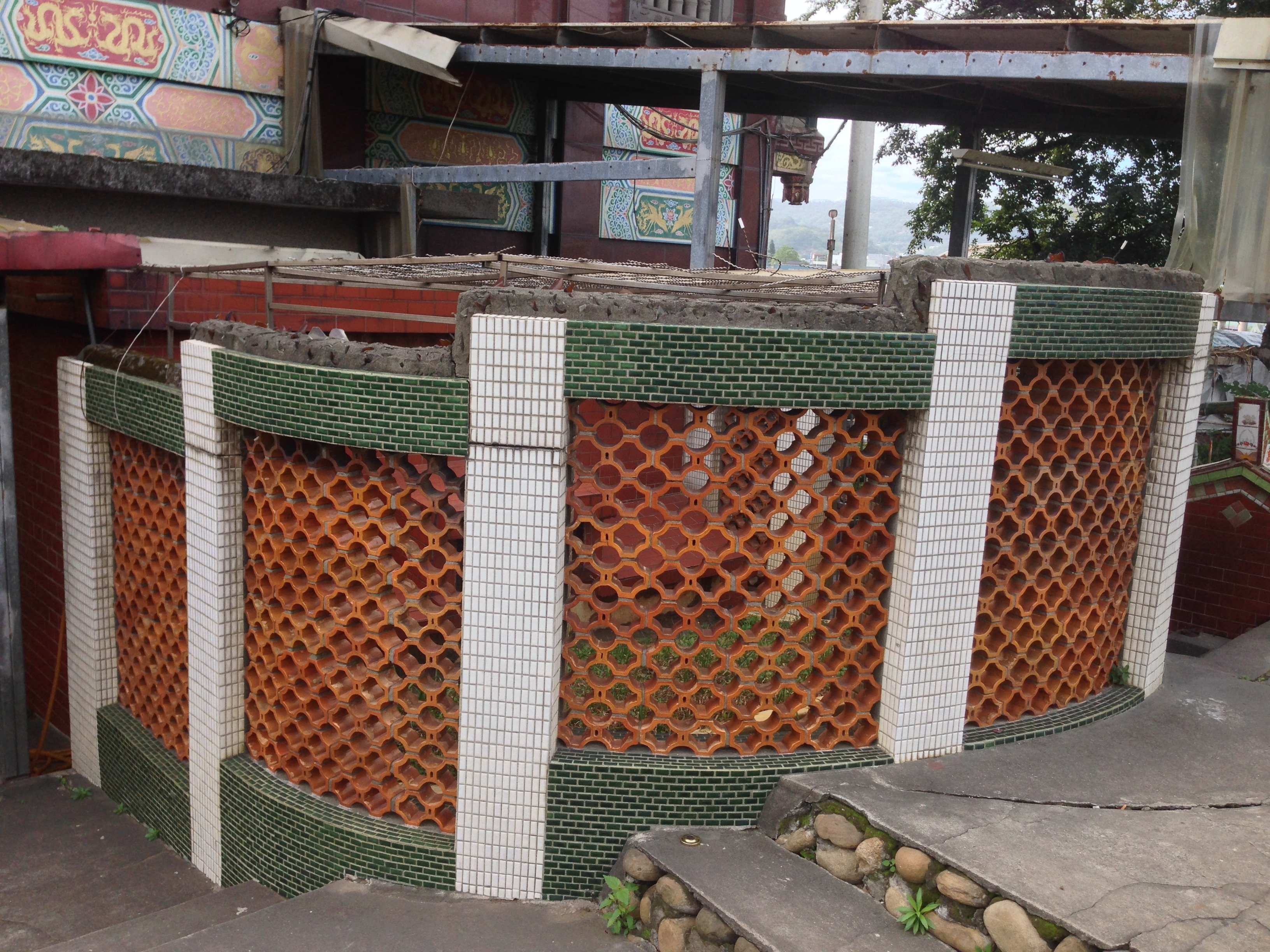
廖添丁墓

## 民間傳說與耆老口述

### 民間傳說
《臺灣日日新報》於1909年11月25日（廖死亡的第七日）報導民間出現廖添丁未死的傳言：「稻江市間忽生浮言，謂廖添丁勇力過人，武藝邁眾，數十名警察，不能近身。楊林一鍬，更送殘命，談何易易」。 同年12月底，該報又報導官方對類似傳言的闢謠：「大稻埕出現大批民防警力不是因為廖添丁未死」。 隔年1月中旬，該報報導當地人士前往他的墓地祈求保佑：「又噓雄鬼廖添丁之墓，該地之人多有持香禱求者……凡感冒及諸時病等，皆往該墓前乞庇……遠近相傳，信以為真，一時膜拜者，絡繹不絕。數日間，而墓前已無插香地矣」。

### 耆老口述
根據八里地區耆老口述，廖添丁年少時常與身懷功夫的武術高手為伴，因此習得一身武藝。一次因當地保正藉勢斂財，廖添丁不畏惡勢，出面指摘，因而得罪保正，保正決定除掉廖添丁。於是計誘廖添丁，並向日本官署羅織其罪行，指控廖添丁為亂黨，導致廖添丁成為臺灣總督府追緝對象，而廖添丁的母親亦因此遭有關當局搜捕而過世。由於家破人亡，加上四處躲避日本人追緝，在日方多次追緝中逢凶化吉，但最後仍在二十七歲時，遭友人楊林擊斃於八里一處猴洞內。
在鹿港有臺灣話俗諺稱「你毋是辜顯榮，我也毋是廖添丁」；該俗諺之典故為廖添丁潛入當地富商辜顯榮家中勒索鉅款之傳聞，其意或可被解釋為「提醒人不要隨便向他人敲竹槓」。
或作:「你毋是廖添丁，阮毋是辜顯榮。」傳說廖添丁劫富助貧，所以遇到有人要搶劫時，就會說：「你毋是廖添丁，阮毋是辜顯榮。」意思就是說，我也沒辜顯榮那麼有錢，你也不是義賊廖添丁。

## 民間傳說之衍生創作

### 日治時期的創作
1911年8月17日，高松豐次郎經營之「朝日座」劇院（位於大稻埕和西門町間地區）演出「改良戲」《廖添丁》，共二十餘幕。1913年7月及8月，又分別完整演出該齣戲劇作品。該些演出引起當地輿論熱烈反應。

### 講古名人的創作
知名講古創作及演出者吳樂天以相關傳說為基礎，創造長篇且內容豐富之傳奇故事，於廣播和電視節目中講述，且撰寫成書，大受歡迎。該些作品所描繪之廖添丁形象，並非江湖流氓無賴，而是一名具抗日思想的知識份子。在其中，廖添丁被描寫為自小無母，在十七歲時尋得其父，但四個月後父親又因病逝世，自此成為孤兒。另一名主要角色紅龜則是來自香港的扒手，因緣際會下與廖添丁相識並結拜為兄弟，在整個故事中皆與廖添丁同進共出。
在吳樂天的刻畫下，廖添丁的傳奇故事經常與其他同時期台灣地方傳說、史實穿鑿，例如故事廖添丁曾幫助余清芳護送西來庵事件用的火槍；保護台灣米酒配方所有人徐祥教授，至臺北會見美國領事；也與麻豆文旦、埔里紹興酒等地方傳說有牽連；且公然向臺灣總督下戰帖，盜取總督官印；仗義資助吳郭魚培育者吳郭清；甚至西螺七嵌故事中的武術家阿善師，也與廖添丁有著亦師亦友的關係。

## 紀念

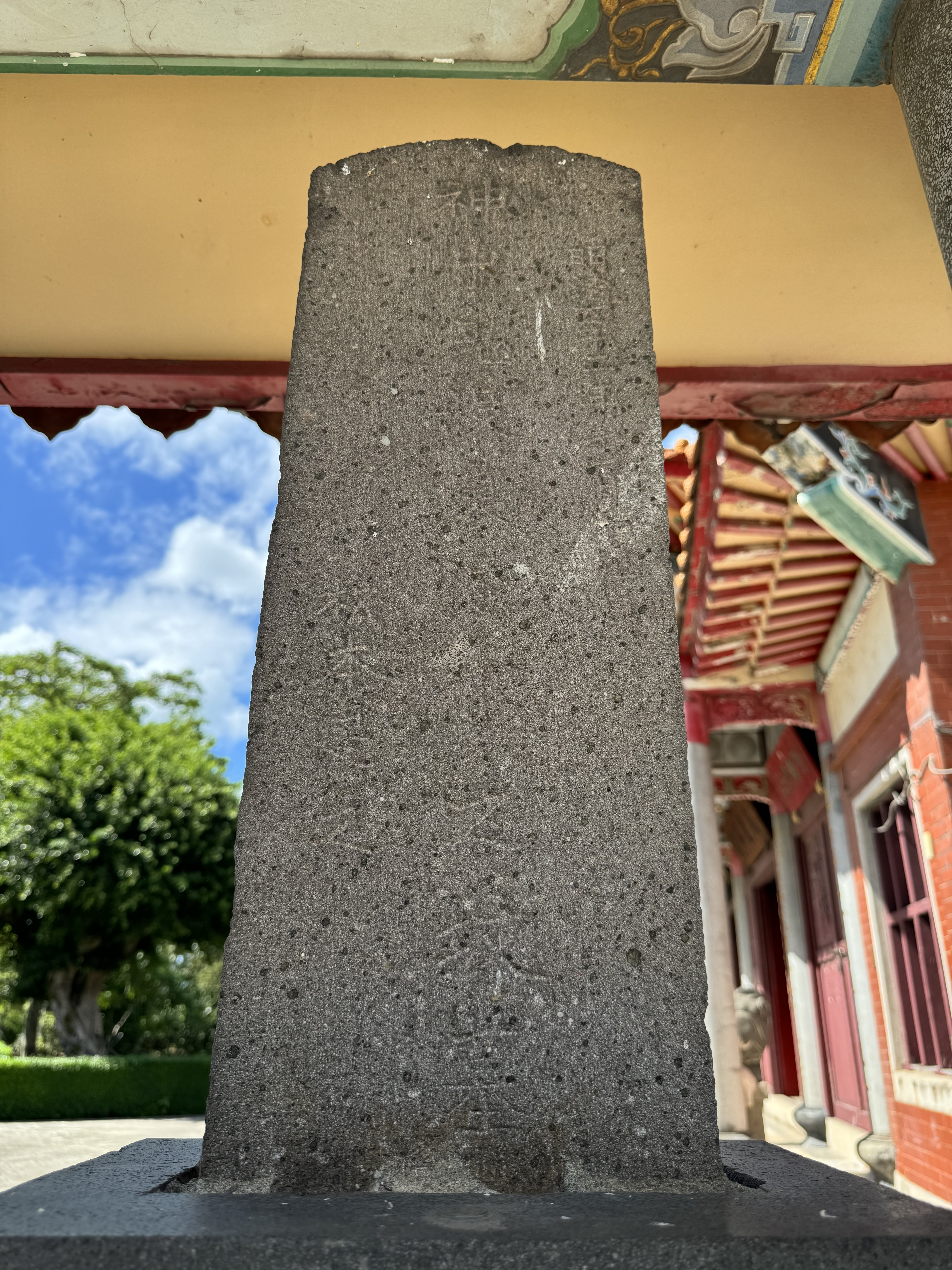
1909年廖添丁死亡時，日本警察巡查部長松本建之為廖所立之墓碑，其上刻有「神出鬼沒廖添丁之坟墓」字樣。

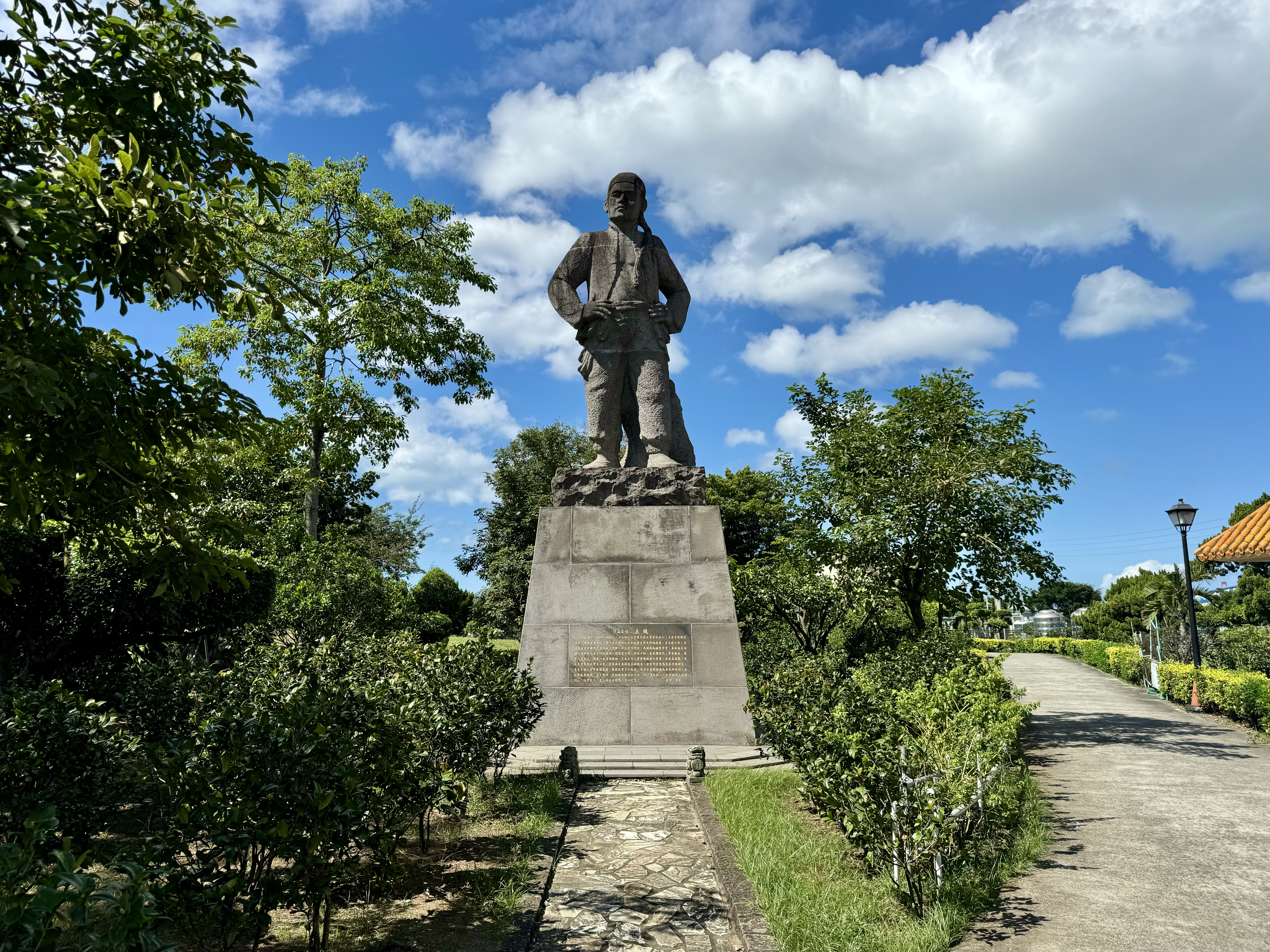
八里區廖添丁廟旁之廖添丁（形象化）紀念像。

在廖添丁死亡隔日，他的遺體被埋葬於位在訊塘埔之墳地。〈廖公墓碑紀略〉稱警察松本建之，為他於當地設置墓碑，但該墓碑不久後即在有關當局要求下被撤離原址。二次世界大戰日本投降後，該墓碑才再度被尋得。
1958年，時任八里鄉民代表會主席林清圳等，發起成立廖添丁墓園管理委員會，並於廖添丁墳前興建一祠堂，此即廖添丁廟之前身。由於信徒眾多，該廟之管理者於1972年新建大殿將原祠堂建築包圍，因臺灣當時宗教相關法規要求須有歷史根據與文化史蹟才能建廟，廖添丁之身份無法符合該規定，因此只好向關公「借牌」。1975年4月，廖添丁廟被改名為「漢民祠」，並於政府機關登記為關帝廟。日後，因大眾慣稱該廟為「廖添丁廟」，該廟於是以該名為人所知。
此外，台中市清水區亦有清水漢民祠。雲林縣斗六市也設有斗六行義宮漢民祠廖添丁廟（他在該廟之形象為「台島尊駕義安尊王廖府千歲」）。

## 流行文化

### 電影
- 《廖添丁》（1956年）：臺語電影，導演唐紹華，黃志青飾廖添丁，另有英英、靜江月等演員參演
- 《遊俠胡劍明》（1963年）：李泉溪執導，以廖添丁相關傳說為基礎。原內容設定以傳記形式描寫廖添丁之事蹟，但依中華民國有關審查制度送至行政院新聞局後，因故無法通過審查；經改名等，方被允許公開放映。[17]

- 《遊俠胡劍明 續集》（1963年）
- 《遊俠胡劍明 第三集》（1964年）
- 《遊俠胡劍明 完結篇》（1964年）

- 《傳奇人物廖添丁》（1979年）：凌雲飾廖添丁、許不了飾紅龜
- 《台灣英雄廖添丁》（1987年）：吳樂天自導自演
- 《台灣鏢局》（1988年）：台灣英雄廖添丁之續集
- 《俠盜正傳》（1998年）：林志穎飾成年廖添丁、釋小龍飾少年廖添丁、羅時豐飾紅龜

### 書籍
- 《台灣民間故事2：義俠廖添丁》（2017年）

### 電視作品
- 《廖添丁傳奇》（1991年）：台視出品，陽光飾廖添丁、小亮哥飾紅龜
- 《中國民間故事》：台視出品，林義芳飾廖添丁
- 《台灣廖添丁》（1999年）：台視出品，翁家明飾廖添丁、周明增飾麵龜
- 《戲說台灣之少年廖添丁》（2002年）：三立台灣台出品，張宇豪、方駿、廖麗君、夏靖庭、楊雅筑等主演

### 錄音帶
- 《豬哥亮與廖添丁》（1986年）：三立影視

### 漫畫作品
- 《俠王傳》：黑白漫畫，全12冊，東立出版社發行，鄭又菁編劇及繪製

### 舞台歌仔戲
- 《廖俠添丁》：（2004年）由許亞芬歌子戲劇坊演出，許亞芬飾演廖添丁。
- 《鰲峰泛月-廖添丁》:（2022年）由「李靜芳歌仔戲團」演出，陳禹安飾演廖添丁。

### 電子遊戲
- 《神影無蹤廖添丁》：由林秉舒於2004年製作之2D橫軸平台動作遊戲，為其碩士學位論文之組成部分。[18]
- 《廖添丁 - 稀代兇賊の最期》：《神影無蹤廖添丁》之重製版，由創遊遊戲經林秉舒授權後製作。

## 註解
1. 1 2 3 4  駱芬美. . 中時電子報.   [2018-12-14]. （原始内容存档于2019-08-19） （中文（臺灣））.
2. ↑  . www.th.gov.tw.   [2021-12-06].
3. ↑  陳慧勻.  (PDF). 臺灣學研究 (國立中央圖書館臺灣分館). 2010, (9): 43-62  [2020-05-23]. （原始内容 (PDF)存档于2021-12-06）.
4. ↑  . 臺中市清水戶政事務所.   [2018-12-14]. （原始内容存档于2021-05-12） （中文（繁體））.
5. ↑  skyfire (skyfire). . 無不痴    有所思.   [2018-12-14]. （原始内容存档于2019-12-02） （中文（臺灣））.
6. ↑  . www.facebook.com.   [2018-12-08] （英语）.
7. ↑  . 臺灣日日新報. 1905-03-28.
8. ↑  阿Ken. . The News Lens 關鍵評論網. 2015-07-06  [2021-12-06]. （原始内容存档于2021-04-20） （中文（臺灣））.
9. ↑  . 臺灣日日新報. 1909-11-21.
10. ↑  . 臺灣日日新報. 1909-11-21.
11. ↑  臺灣日日新報. 1909-11-25. 缺少或|title=为空 (帮助)
12. ↑  臺灣日日新報. 1909-12-26. 缺少或|title=为空 (帮助)
13. ↑  臺灣日日新報. 缺少或|title=为空 (帮助)
14. ↑  . 台北: 漢民祠管理委員會. 2005.
15. ↑  .   [2019-03-10]. （原始内容存档于2019-08-23）.
16. ↑  . www.facebook.com.   [2021-12-06] （中文（简体））.
17. ↑  . 國家電影及視聽文化中心.   [2021-12-09]. （原始内容存档于2021-12-09） （中文（臺灣））.
18. ↑  . 臺灣博碩士論文知識加值系統.   [2021-06-19]. （原始内容存档于2021-06-28） （中文（臺灣））.